# Зимерат
Зимерат (њем. Simmerath) општина је у њемачкој савезној држави Северна Рајна-Вестфалија. Једно је од 10 општинских средишта округа Регион Ахен. Према процјени из 2010. у општини је живјело 15.610 становника. Посједује регионалну шифру (AGS) 5334028, NUTS (DEA25) и LOCODE (DE SRH) код.

## Географски и демографски подаци
Зимерат се налази у савезној држави Северна Рајна-Вестфалија у округу Регион Ахен. Општина се налази на надморској висини од 280–560 метара. Површина општине износи 111,0 km². У самом мјесту је, према процјени из 2010. године, живјело 15.610 становника. Просјечна густина становништва износи 141 становника/km².

## Међународна сарадња
| Мјесто    | Држава    | Врста сарадње | Од    |
| --------- | --------- | ------------- | ----- |
|           | Француска | контакт       | 2000. |
| Шилде     | Белгија   | контакт       | 2000. |
| Ленделеде | Белгија   | контакт       | 2000. |
| Извор     |           |               |       |